# Conrad Hommel

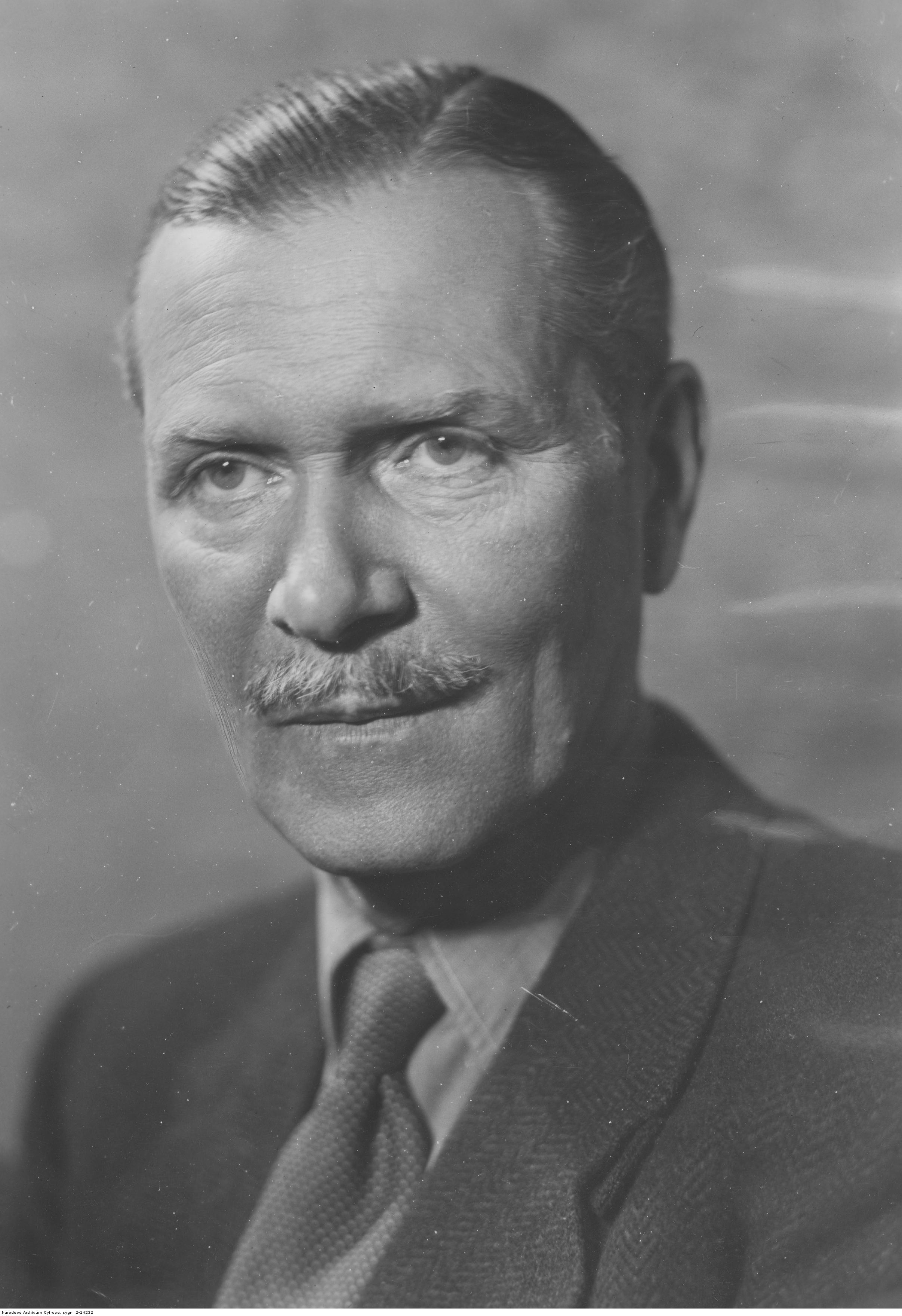
Conrad Hommel

Conrad Hommel (auch: Konrad, geboren 16. Februar 1883 in Mainz; gestorben 11. November 1971 in Sielbeck) war ein deutscher Maler. Er wurde vor allem durch seine Porträts führender deutscher Unternehmer wie Max Grundig oder Herbert Quandt und von Politikern wie Paul von Hindenburg, Adolf Hitler und Hermann Göring bekannt.

## Leben
Konrad Hommels Vater war Kommerzienrat in Mainz. Hommels Schwester „Mimi“ (Luise Mathilde Wilhelmine) heiratete später Albert Friedrich Speer und wurde die Mutter von Albert Speer. Hommel heiratete 1908 die vom Maler Georg Schuster-Woldan geschiedene Carolina Schultheiß (1869–1938), vierzehn Jahre älter als er. Ihr gemeinsames Kind Eva, spätere Eva van Hoboken (1905–1987), war am 28. Juli 1905 an ihrem seinerzeitigen Fluchtort Fiesole zur Welt gekommen.
Hommel war seit 1906 Schüler von Jean-Paul Laurens in Paris und immatrikulierte sich am 19. Oktober 1909 an der Münchener Akademie als Schüler der Malklasse Hugo von Habermann. Hommel wurde Mitglied der Münchner Secession, später deren Präsident; er führte seit 1928 den Professorentitel. 1936 erhielt er den Lenbach-Preis der Stadt München.
Der Spätimpressionist Hommel porträtierte unter anderem Albert Einstein und Friedrich Ebert. Sein Malstil entsprach dem Kunstverständnis der Nationalsozialisten. In der Zeit des Nationalsozialismus war von Hommel Mitglied der Reichskammer der bildenden Künste. Für diese Zeit ist seine Teilnahme an 16 großen Gruppenausstellungen sicher belegt, darunter von 1937 bis 1944 alle Großen Deutschen Kunstausstellungen in München. Dort zeigt er u. a. Porträts von Generalfeldmarschall August von Mackensen und Reichsminister Hjalmar Schacht. 1940 wurde Hommels martialisches Ölgemälde „Der Führer und Oberste Befehlshaber der Wehrmacht“ gezeigt.
Als Präsident der Münchner Secession saß er mit Adolf Ziegler, Rudolf Eisenmenger, Arno Breker, Karl Albiker, Josef Wackerle und Gerdy Troost in der Jury für die Große Deutsche Kunstausstellung.
Nachdem Hitler 1938 Hommels Goebbels-Porträt gekauft hatte, wurde Hommel 1939 Leiter einer Malklasse an der Berliner Kunstakademie. Im selben Jahr heiratete er Barbara von Kalckreuth.
1939 und 1940 malte er zwei Porträts von Hitler, die als Reproduktionen große Verbreitung fanden; ferner porträtierte er Heinrich Himmler und Hermann Göring als Reichsjägermeister. Bei den Ausstellungen Deutsche Künstler und die SS 1944 in Breslau und Salzburg zeigte er eine  „Tochter der Berge“. In der Endphase des Zweiten Weltkriegs nahm ihn Hitler im August 1944 in die Gottbegnadeten-Liste der wichtigsten Kunstmaler auf, was ihn vor einem Kriegseinsatz, auch an der Heimatfront, bewahrte.
Nach Kriegsende wurde er vor der Spruchkammer X in München am 9. Juli 1948 als Nazi-Aktivist und Nutznießer angeklagt, die Klage wurde allerdings nach einem Monat zurückgezogen. Nach der Entnazifizierung setzte Hommel seine Karriere fort und porträtierte Wirtschaftsführer der Bundesrepublik.